# Wilhelm Wegener
Wilhelm Wegener (29 de abril de 1895 - 24 de setembro de 1944 ) foi um oficial alemão que serviu no Deutsches Heer durante a Segunda Guerra Mundial. Foi condecorado com a Cruz de Cavaleiro da Cruz de Ferro.

## Condecorações
| Cruz de Ferro (1914) 2ª Classe                                            |                        |
| Cruz de Ferro (1914) 1ª Classe                                            |                        |
| Distintivo de Feridos em Preto (1914)                                     |                        |
| Cruz de Honra da Guerra Mundial 1914/1918                                 |                        |
| Cruz de Ferro (1939) 2ª Classe                                            | 26 de setembro de 1939 |
| Cruz de Ferro (1939) 1ª Classe                                            | 29 de maio de 1940     |
| Distintivo da infantaria de assalto                                       |                        |
| Medalha da Frente Oriental                                                |                        |
| Ordem da Cruz da Liberdade 1ª Classe com Espadas                          | 29 de março de 1943    |
| Cruz de Cavaleiro da Cruz de Ferro                                        | 27 de outubro de 1941  |
| Cruz de Cavaleiro da Cruz de Ferro com Folhas de Carvalho nº 66           | 19 de janeiro de 1942  |
| Cruz de Cavaleiro da Cruz de Ferro com Folhas de Carvalho e Espadas nº 97 | 17 de setembro de 1944 |
| Mencionado na Wehrmachtbericht                                            | 26 de setembro de 1944 |